# Alberto Peruffo
Alberto Peruffo (Montecchio Maggiore, 26 maggio 1967) è un attivista, alpinista e scrittore italiano noto per essere stato il leader storico del movimento No Pfas nato in Italia nel 2017, nonché attivatore culturale di molte lotte del Nordest italiano.
In prima linea nella lotta internazionale contro i “forever chemicals”, gli “inquinanti per sempre”, problema divenuto prioritario nell’agenda dell’Organizzazione Mondiale della Sanità (WHO) molto note e discusse sono le sue opere corali di arte politica e di scrittura operativa per gli attivisti, di radicale posizione antimilitarista ed ecosistemica, a difesa dei territori devastati dal tardo capitalismo.
Editore e regista culturale impegnato in questioni di giustizia sociale e ambientale nei territori dove ha vissuto, svolge attività di scrittore, alpinista, artista. Le sue provocazioni culturali e artistiche sono state oggetto di ispirazione per diversi intellettuali italiani (v. incipit di Cent’anni a Nordest di Wu Ming 1) e di attenzione da parte di istituzioni internazionali. Nel 2010 ha attivato l’attenzione dell’UNESCO per la successiva missione ICOMOS sulla situazione militare-urbanistica di Vicenza compiuta nel 2016; nel 2022 è stato il promotore della missione ONU in Veneto per le sostanze inquinanti emergenti, i cosiddetti PFAS. Su questo tema ha collaborato con le massime autorità nazionali e internazionali, tra cui i ricercatori del CNR-IRSA, Greenpeace Italia, Centro Diritti Umani “Antonio Papisca” e soprattutto l’avvocato americano Robert Bilott, protagonista del film Cattive acque (Dark Waters). Grazie a queste collaborazioni ha proposto, sviluppato e approfondito in chiave sociale, i concetti di “crimine ambientale” e “zona di sacrificio ad alto reddito”.
Come alpinista ha partecipato e guidato spedizioni di livello internazionale in Hindu Kush, Himalaya, Karakorum e nelle cordigliere andine, tra cui la spedizione K2014 in Sikkim con il patrocinio nazionale del CAI nei 150 anni della celebrazione della nascita dell’associazione,  raccogliendo negli anni l’attenzione dei maggiori festival di montagna e premi nazionali (CAAI 2000) e internazionali (Explorersweb 2008).
Nel 2024, dopo aver attivato molti alpinisti italiani sulla questione Olimpiadi Milano-Cortina 2026, a seguito di una sua azione simbolica durante una manifestazione a Cortina, ha ricevuto una condanna penale per avere scritto con un pennello d'artista su un pilone d'acciaio la scritta lavabile «non torneranno i larici» per denunciare la violenza delle opere in corsa sulla pista di bob (sliding center) che hanno portato al taglio indiscriminato del lariceto di Ronco, oltre che ad un'enorme spesa pubblica a danno delle comunità locali e della Regione Veneto.

## Biografia
Nel 1987 si diploma all’Istituto Tecnico Statale Alessandro Rossi di Vicenza partecipando alla prima classe sperimentale di Robotica della scuola italiana, nei primi due anni, rientrando nell’indirizzo classico il terzo. Nel 1988 affronta l’obiezione al servizio militare, rifiutando la difesa armata, proponendo la difesa civile, sulla base del concetto dei futuri Corpi Civili di Pace, sviluppato successivamente durante la lotta contro le basi militari di Vicenza. Si laurea a pieni voti presso la facoltà di Filosofia dell’Università di Padova nel 1996 con il biologo Martino Rizzotti e lo storico del pensiero scientifico Alessandro Tessari. Nel 1999 fonda la casa editrice Antersass e nel 2004 apre la libreria-laboratorio La Casa di Giovanni, dedicata al nonno materno, militante politico socialista. Attualmente collabora come ricercatore, libero docente, attivista indipendente, con diverse scuole, università, gruppi di azione e ricerca, in Italia e all’estero.

## Attivista
Tra il 2001 e il 2004 partecipa al Comitato No Alla Centrale che bloccherà il progetto della grande Centrale Termoelettrica a ciclo combinato di Montecchio Maggiore, storica vittoria ambientalista dell’Ovest vicentino. La discesa dal campanile di Montecchio con lo striscione “No per legittima difesa”, eseguita da Alberto Peruffo con il suo compagno di cordata Alberto Urbani, durante la manifestazione di ventimila persone in Piazza del Duomo, resta una delle immagini simbolo della lotta.
Dal 2006 al 2015 partecipa alla lotta e al movimento No Dal Molin contro la nuova base americana. Produrrà diverse operazioni artistiche e porterà la contraddizione militare di Vicenza alla Presidenza UNESCO di Parigi, mettendo la città in procedura di verifica da parte dell’ICOMOS. Il primo firmatario dell’Istanza Vicenza Fuori dall’UNESCO ideata da Peruffo fu il celebre scrittore vicentino Mario Rigoni Stern.
Nel 2010 partecipa all’azione “garibaldina” sulla Ciminiera Boschetti con i compagni d’arte Paolo Rumiz e Bepi De Marzi, per ricordare i valori dell’Italia liberata dal fascismo e contro l’onda razzista veicolata dai sindaci dei paesi leghisti, in primis Montecchio Maggiore, protagonista di restrizioni negli alloggi degli immigrati e di aver messo a pane e acqua nell’asilo pubblico le famiglie indigenti.
Nel 2011 con l'Operazione Transumanza. Non passa la menzogna è tra i fautori del blocco simbolico che porterà al fallimento del Giro della Padania, aiutato dallo scrittore triestino Paolo Rumiz e dal musicista vicentino Bepi De Marzi.
Dal maggio 2016 al maggio 2023, dopo aver fatto parte del primo comitato contro la Superstrada Pedemontana Veneta, diventa il coordinatore e leader del movimento No Pfas contro la Miteni, fabbrica responsabile della contaminazione prodotta dalle sostanze perfluoroalchiliche, chiamando in causa forze nazionali (CNR-IRSA, Università di Venezia e Padova) e internazionali, come Greenpeace, l’avvocato Robert Bilott, la Missione ONU diretta da Marcos Orellana, per affrontare il più grande inquinamento delle acque potabili in Europa. Con le due Marce dei Pfiori e molte altre mobilitazioni da lui ideate, tra cui le conclusive giornate davanti alla Procura - Pfas Base Camp con la Staffetta delle Acque Infrante - sarà tra i promotori del Processo Miteni attualmente in corso. Per le sue azioni rigorose, nonviolente, ma radicali, riceverà due avvisi di garanzia con relativi procedimenti penali da parte della Procura di Vicenza (blocco simbolico della Miteni con i giovani dei Centri Sociali del Nordest) e della Giunta Regionale del Veneto (per aver sfiduciato la Regione Veneto, in particolare l’assessore Gianpaolo Bottacin, in diretta durante la trasmissione Cento Città di Rai Radio 1). Il primo processo è andato in prescrizione, il secondo è ancora in corso.
Durante l'udienza di Robert Bilott in Italia, il 24 maggio 2023, insieme con Giuseppe Ungherese di Greenpeace, la giurista Claudia Marcolungo dell'Università di Padova, il sindacalista Giampaolo Zanni (segretario CGIL Vicenza), l'ematologo Francesco Bertola e il chirurgo Claudio Lupo (portavoce ISDE Italia), gli attivisti Luca Cecchi e Michela Piccoli (Mamme No Pfas), guida la delegazione No Pfas italiana al Parlamento italiano, Camera dei Deputati,  per la messa al bando delle sostanze perfluoroalchiliche in Europa, frutto di un lavoro collettivo pluriennale di cui è stato coordinatore nazionale e che ha visto la firma di 122 associazioni, gruppi, organizzazioni europee.

## Scrittore
Dal 1999 al 2013 è stato l’ideatore e il curatore del collettivo di scrittura nato intorno al progetto Intraisass.it poi iBorderline.net, aperiodico digitale di letteratura, alpinismo e arti visive. Al progetto hanno partecipato centinaia di scrittori e sono uscite tre raccolte su stampa cartacea, con nomi importanti del panorama nazionale e internazionale come Reinhold Messner, Mauro Corona, Erri De Luca, insieme con specialisti come Luca Visentini, Mauro Mazzetti, Mario Crespan. Il blog omonimo (fondato nel 2004) è stato uno dei primi blog collettivi di scrittura italiana, da cui sono nati libri come Il paese di Luca Visentini e Ritorni a valle di Mario Crespan.
Come articolista ha pubblicato decine di articoli su riviste di esplorazione e montagna, nazionali, come la Rivista del Cai, Alpi Venete, Planetmountain, GognaBlog, e internazionali come l’American Alpine Journal, l’Himalayan Journal.
Nel 2014 pubblica su Altitudini.it pubblica Snowstorm. Reportage di un’assenza dalla Rete, prima di partire per la Spedizione Zemu, esperimento di trasposizione del capolavoro di Joseph Conrad, Tifone, dal mare alla montagna, una specie di romanzo di situazione dove si rifà passo passo alla scrittura dell’originale, sollevando numerose critiche e discussione.
Dal 2018 è l’ideatore e il curatore del gruppo di ricerca e scrittura collettiva PFAS.land, organo di informazione sulla contaminazione da Pfas (forever chemicals), contro i crimini ambientali.
Nel 2019 pubblica il suo primo libro come autore, Non torneranno i prati. Storie e cronache esplosive di Pfas e Spannoveneti (Cierre Edizioni) con la prefazione di Giuseppe Ungherese (responsabile di Greenpeace Italia) e di Francesca Leder (urbanista dell’Università di Ferrara). Il libro, che raccoglie la “scrittura operativa” della lotta No Pfas e alcuni saggi, uscito come strumento di difesa e aiuto dopo le denunce subite, si esaurisce presto e nel 2021 esce un’edizione ampliata con i fatti del processo Miteni e una nuova prefazione del professore Francesco Vallerani, decano della cultura veneta, docente di geografia culturale e umana (Cultural and Human Geography) presso le Università di Padova e a Venezia.
Nel 2021 fonda insieme con PFAS.land e Caracol Olol Jackson il Laboratorio Politico di Ecologia, dove intellettuali attivisti italiani sono chiamati a portare il loro contributo teorico e pratico nella formulazione di concetti fondamentali.
Diversi i suoi interventi in scritture collettive, libri e riviste di interesse nazionale. Tra i più importanti ricordiamo lo scritto L’attivismo in Formula di un disastro ambientale, libro fotografico di Federico Bevilacqua e «Chi inquina paga, o no?» I casi DuPont e Miteni con i docenti-ricercatori Alberto Lanzavecchia e Matteo Telatin sui Quaderni di ricerca de Il Mulino.
Nel 2023 ZNetwork, il magazine di politica e attivismo internazionale dove hanno scritto e scrivono Eduardo Galeano e Noam Chomsky, pubblica Capitalism Must Be Stopped, Not Reformed, testo di base delle presentazioni Radical Ecologies Cut Off Human Arrogance/Capitalism del 2023 presso il Life After Oil International Film Festival e il Venice Climate Camp.

## Artista
Ha studiato musica classica e jazz con il saxofonista Sergio Montini, flautista dell'Orchestra dell’Arena di Verona. Dal 2014 studia e usa lo strumento elettronico a fiato AKAI EWI, nella versione 5000, per le sue performance. Fin da giovane esperto ed appassionato di musica etnica e d’impegno civile, dub, reggae, di cui è stato reporter musicale di Concerko, in Italia e a Londra, negli anni 80, tra le prime fanzine autoprodotte di settore in Italia.
A seguito dell’esperimento editoriale Intraisass.it ha iniziato ad esplorare la composizione tra teatro, musica, narrazione, nel momento del passaggio tra l’analogico e il digitale, sperimentando le prime forme di teatro multimediale (Art Video Mix) con la neonata compagnia di ricerca artistica Fattoria Artistica Antersass. Alcune delle sue opere sono state protagoniste delle aperture di alcuni importanti festival nazionali e internazionali, come il Trento Film Festival, Oltre le Vette di Belluno, Film Festival della Lessinia, Life After Oil International Film Festival.
La composizione tra diverse discipline artistiche ed azioni sul campo, di carattere politico, vere e proprie opera-azioni corali, collettive, che superano il concetto classico di performance, sono state oggetto di studio presso l’Università di Milano e l’Università della Tuscia. Altre sono state protagoniste di importanti eventi, come l’evento Beuys della Biennale di Venezia, o eseguite in situazioni politicamente difficili, come in Place de Fontanoy a Parigi, in zona off-limits, davanti al Palazzo dell’Unesco, prima di essere ricevuto dalla presidenza e dopo essere stato fermato dalla Gendarmeria francese. The Sad Smoky Mountains (le Tristi Montagne Fumanti) è stata premiata dalla Rivista Explorersweb di New York tra le opere “esplorative” più importanti del 2008 e la relativa azione “Red torch for Tibet” del gruppo newyorkese è stata citata anche sul New York Times.
Di seguito le opere più importanti e i luoghi della prima esecuzione.
- 2003 Intraisass. Montagne Sole Silenzio, opera di teatro multimediale con Fattoria Artistica Antersass (Edoardo Egano, Nicola Brugnolo, Maurizio Camposeo), Auditorium Canneti Vicenza.
- 2006 Ventimila piedi sopra il mare, opera di teatro multimediale con Fattoria Artistica Antersass (Edoardo Egano, Nicola Brugnolo, Maurizio Camposeo, Lorenzo Menato), Teatro Santa Chiara Trento.
- 2007 The Wandering Cemetery, opera-azione corale con Fattoria Artistica Antersass contro la Base Militare Dal Molin (oggi Del Din), Vicenza City e Biennale di Venezia.
- 2008 The Sad Smoky Mountains and Skyscrapers, opera-azione collettiva internazionale per i diritti violati in Tibet durante le Olimpiadi di Pechino, con passaggio sul Cervino (con l'alpinista Michele Guerrini), finale a Parigi, e sul Monte Verena da parte del Centro Diritti Umani di Padova.
- 2008 The Wandering Cemetery meets the Sad Smoky Mountains, performance con l'artista Ilaria Carli Paris ed Edoardo Egano, durante il Free International Forum dedicato a Joseph Beuys (Bolognano, Pescara).
- 2008 Il Triste Palladio Fumante, performance corale in Piazza dei Signori e Festival No Dal Molin (Vicenza).
- 2009 L’Esilio della Libertà, Padova Centro, performance corale in cammino con il Centro Diritti Umani in difesa del Tibet (Padova).
- 2009 Senza futuro? Performance e installazione presso la Fortezza da Basso durante il Festival Terra Futura (Firenze).
- 2009 Gandhi's upstanding netpoint, opera-azione corale digitale, per la Marcia Internazionale della Pace e contro la militarizzazione di Vicenza (Campo Marzo Vicenza).
- 2010 Pacta Sunt Servanda, installazione (più di 1000 firme collegate insieme sul selciato) e performance con consegna dell'istanza Vicenza Out of Unesco, primo firmatario Mario Rigoni Stern (Parigi Place de Fontenoy, Palazzo dell’Unesco).
- 2010 ll Grande Fardello a social container, installazione e opera-azione collettiva, Parco Retrone durante Festambiente (Vicenza).
- 2011 L’Italia s’è desta. Il Monte è fumante, opera-azione fumogenista per i 150 dell'Unità d'Italia, con Marco Paolini, Paolo Rumiz, Enio Sartori (Monte Summano, Santorso)
- 2011 Cross2road. Operazione transumanza. Non passa la menzogna, opera-azione collettiva contro il Giro della Padania (tra Rovereto e Passo di Pian delle Fugazze)
- 2012 Vergogna. Vicenza Patrimonio Vergognoso dell’Unesco, performance collettiva presso la nuova Base Militare Del Din-Dal Molin di Vicenza.
- 2013 The Burning Cemetery, brucia la memoria sopra la pianura vicentina, performance corale, Bocchetta Paù Altopiano di Asiago (incipit del libro Cent'anni a Nordest, Wu Ming 1).
- 2014 Non torneranno i prati, finché ci saranno basi militari e strade pedemontane mafiose, performance collettiva (Vicenza città e basi militari).
- 2015 La voce contraria, concerto-orazione per coro a voce singola per Erri De Luca con Raimondo Di Maio (Tribunale di Torino).
- 2015 Il Cervino africano e l'estasi della vetta, performance con Antoine Le Menestrel, Baba Diarra, Yaya Dembele, Paola Corti (Valtournenche, Cervino Film Festival).
- 2015 Sad Smoky Mountains meets Dolomites Embrace Human Rights, performance collettiva con Tatiana Pais Becher, Bill Shipsey e Insieme Si Può (Tre Cime di Lavaredo, Dolomiti).
- 2016 Consegna delle ceneri di Non torneranno i prati, performance collettiva, con il Presidio No Dal Molin (Base Del Din/Dal Molin, Città di Vicenza).
- 2016 La guerra ovunque. Omaggio a Battisti, performance solitaria sul Corno Battisti (Monte Pasubio).
- 2016 Vicenza si solleva? Gli ecomostri parlano, performance collettiva sugli scheletri di cemento con Vicenza si Solleva (Borgo Berga, Vicenza).
- 2017 H-ambient 2, concerto-video-performance per AKAI EWI 5000 e ambienti himalayani inesplorati. con Edoardo Egano (Trieste, Teatro Miele; Belluno Rifugio Antiaereo).
- 2017 Pfas Suite, composizione videoelettronica per AKAI EWI 5000, con Edoardo Egano (Forno Fusorio di Tavernole, Brescia).
- 2018 C-Duval. Non torneranno i prati, videoperformance teatrale per macchina a vento e memorie bruciate, con Giuseppe Savio ed Edorardo Egano (Festival L’arma della memoria, Bocciodromo Vicenza).
- 2021In difesa della pora tera mia (la tera del me corpo). Requisitoria poetica dell’Avvocato Ernesto Calzavara e c. al Processo contro il Brigante Bernuffo, performance teatrale con Nuova Fattoria Artistica (Piazza del Tribunale di Vicenza).
- 2022 Mente che trema. Radice quadrata di zero, piece teatrale con musica per AKAI EWI 5000, performance teatrale con Nuova Fattoria Artistica (Alte di Montecchio Maggiore, a 20 anni dalla lotta del Comitato No alla centrale).

## Regista culturale
Come curatore e regista culturale numerosi sono i concept di regia e gli eventi curati, diversi di rilievo nazionale, con personaggi di primo piano della cultura italiana, come Franco Battiato (in veste di regista di cinema sperimentale), e Letizia Battaglia (in veste di attivista su fronti territoriali non-convenzionali, le mafie del Nordest).
Tra i più importanti ricordiamo:
- 1985-1986 Antibabylon (Valle dei Molini, Fimon), festival giovanile contro il sistema imperante nei territori di residenza, come ramo sperimentale dell’allora celebre Montecio Rock.
- 2003 Montagne essenziali, personale di Maurizio Camposeo (Oltre le vette, Belluno)
- 2004 La storia del K2, con Reinhold Messner e Trento Film Festival (Castello di Romeo, Montecchio Maggiore).
- 2005 Alpinismo resistente party, con Lorenzo Massarotto (Auditorium Canneti, Vicenza).
- 2006-2008 A un passo dal confine. Rassegna di scritture contemporanee (Teatro San Pietro, Montecchio Maggiore, con protagonisti celebri personaggi in ruoli non convenzionali, tra cui Franco Battiato, Vitaliano Trevisan, Luigi Meneghello, Cristina Donà, Mauro Corona, Giuseppe Cederna).
- 2009 Upstanding concert. Una rete disarmante con Vinicio Capossela e Mario Brunello (Teatro Olimpico, durante la Marcia Mondiale per la Pace e la Nonviolenza, di cui è stato art director a Vicenza).
- 2011 Quando il sacro rompe i confini, personale di Monika Bulaj (Casa di Cultura Cibernetica, di cui è stato il fondatore presso la Casa Rossa Ceccato, Montecchio Maggiore).
- 2012 Al partir por los Andes, collettiva di Franco Michieli e Padre Topio (Casa di Cultura Cibernetica, presso la Casa Rossa Ceccato, Montecchio Maggiore).
- 2013 Chiamata alle arti, personale di Stefano Zattera (Libreria La Casa di Giovanni, Montecchio Maggiore).
- 2013-2014 Travalicando muri di idee, personale di Fosco Maraini (Biblioteca Arzignano, Casa della Cultura di Merano, Oltre le vette Belluno).
- 2013 Strappi & Femmes, personale di Daniela Perissinotto (Libreria La Casa di Giovanni).
- 2013 Non rinunciamo alla nostra forza, con Luisa Muraro (Sala Civica, Montecchio Maggiore).
- 2013 Point Lenana, con Wu Ming 1 (Piazza Marconi, Arzignano).
- 2013-2023 Alpstation Bookshop e spazio culturale (Schio).
- 2014 LPCM Laboratorio Permanente di Cinematografia di Montagna, workshop con Carlo Alberto Pinelli (Rifugio Campogrosso).
- 2015 Non c’è bellezza senza giustizia, personale di Letizia Battaglia (Nuova Galleria Civica di Montecchio Maggiore).
- 2015 Dialogo sulle parole contrarie, con Erri De Luca e Mauro Corona (Teatro Comunale di Belluno).
- 2015 Grande concerto per il Nepal, con Sonig Tchakerian, Mario Brunello, Fausto De Stefani, Giuliano Fracasso, Coro e Orchestra di Vicenza (Chiesa di San Lorenzo, Vicenza).
- 2015-2016 Storia di Renato Casarotto, con il Teatro Minimo e Trento Film Festival (Sisilla di Campogrosso e Teatro Olimpico di Vicenza).
- 2017 Detox. Contro i PFAS, con Greenpeace Italia (Teatro Cinema San Pietro, Montecchio Maggiore).
- 2017 La forza del diritto. La testimonianza americana, con Robert Bilott (Teatro Comunale di Lonigo).
- 2018 Ambiente e lavoro, compagni di vita. Omaggio a Mario Rigoni Stern durante il congresso CGIL provinciale (Teatro Millipini, Asiago).
- 2018 TTT togliere-togliere-togliere, rassegna di cultura, arte, performance, cammino e alpinismo by fair means, (Centro Stabile di Cultura, Schio).
- 2020 Alti e bassi della nostra vita, con Hans Kammerlander (Castello di Romeo, Montecchio Maggiore).
- 2021 Laboratorio Politico di Ecologia, con PFAS.land (Caracol Olol Jackson, Vicenza).
- 2022 La rivoluzione ecologica ai tempi della crisi climatica, con Cillsa (Ecofesta, Parco Villa Brusarosco di Arzignano).

## Alpinista
Socio del CAI Montecchio dal 1991 e attivista sodale a Mountain Wilderness dal 2008, è stato protagonista di notevoli ascensioni sulle Alpi e sulle Dolomiti di casa. È stato leader e alpinista di punta di alcune tra le più importanti spedizioni alpinistiche italiane del suo periodo (tre di queste su Ottomila), nominato tre volte in 10 anni al Grignetta d’oro e una volta nella Big List dei Piolets d’Or 2015 (prima spedizione italiana ad essere nominata per una salita in Himalaya) per l’esplorazione Zemu, mentre ha ricevuto il Premio CAAI Paolo Consiglio 2000 - massimo riconoscimento nazionale per l’alpinismo esplorativo - per la spedizione esplorativa in Hindu Kush, guidata da Franco Brunello, Sezione CAI di Montecchio.
Ispiratore del Collettivo TTT, gruppo di giovani alpinisti “radicali” pronti a difendere le montagne dall’addomesticamento dilagante con lo slogan togliere-togliere-togliere, influenzati da alcune storiche vie aperte nelle Piccole Dolomiti, come Intramosca (Cima Mosca), Alpinismo Radicale e la Via Dei Montecchiani Ribelli (Monte Baffelan).
Di seguito l'elenco delle più importanti realizzazioni e spedizioni.
- 1996. Ragazzo di Buia. Monte Cornetto, parete sud-est, Gruppo del Sengio Alto, Piccole Dolomiti. Con Alessio Gualdo.
- 1997. Invernale Aste-Susatti. Punta Civetta, parete nord-ovest, Gruppo del Civetta, Dolomiti. Con Alessio Gualdo.
- 1998. Placca Aperta e Pilastro Meraviglioso, varianti alla Via degli Ometti, Monte Cornetto, parete ovest, Gruppo del Sengio Alto, Piccole Dolomiti, con Mirco Scarso.
- 1999. Alpinismo Radicale, parete est, Monte Baffelan, Piccole Dolomiti. Con Alberto Urbani.
- 2000. Spedizione Chiantar, Hindu Kush, Pakistan. Capo Spedizione Franco Brunello. Raggiunti 3 seimila mai saliti (tra cui il Garmush 2 o Renato Casarotto Kor) e molte cime minori (tra cui la Juniperus Tower per una via di estrema difficoltà su roccia).
- 2002. Spedizione scientifica ADIQ Cho Oyu 8201, Tibet, Himalaya. Capo Spedizione Giampaolo Casarotto, con l’alpinista diabetico Marco Peruffo. Vetta raggiunta il 1º ottobre con Patrizia Pensa.[77] Il 3 ottobre Giampaolo Casarotto e Marco Peruffo.
- 2003. Vajo Intramosca, parete nord, Cima Mosca, Gruppo del Carega, Piccole Dolomiti. Con Francesco Pompoli.
- 2003. Diedri del Silenzio, parete sud-est, Monte Colbricon, Gruppo del Lagorai. Con Francesco Pompoli e Michele Scuccimarra.
- 2003. Caro Potente Mass, parete sud, Pala di San Martino, Gruppo delle Pale, Dolomiti. Con Lorenzo Massarotto.
- 2005. Vajo Bettega-Maslowski o via Italo Polacca, Cima Mosca, Gruppo del Carega, Piccole Dolomiti. Con Ivo Ferrari.
- 2005. Spedizione Rakaposhi-Batura, Karakorum, Pakistan. Esplorazione dello sperone nord-ovest del Rakaposhi e nuove salite di seimila metri sul ghiacciaio Batura. Capo Spedizione, con Michele Romio, Mirco Scarso, Carlos Buhler, Renzo Corona, Ivo Ferrari.
- 2014. Spedizione Zemu, Kanchenjunga, Himalaya, Sikkim. Esplorazione del ghiacciai Talung, Tongshyong e Simvu, con prime salite a montagne e a passi tra i 5000 e i 6000 metri (tra cui la Porta Maraini.[73] Capo Spedizione, con Anindya Mukherjee, Cesar Rosales Chinchay, Francesco Canale, Andrea Tonin, Davide Ferro, Enrico Ferri.
- 2015. Via dei Montecchiani Ribelli, parete nord, Monte Baffelan. Con Leonardo Meggiolaro.
- 2018. Spedizione Huantsan, Cordillera Blanca, Perù. Esplorazione del versante ovest e salita alla Cima Nord. Capo Spedizione con Cesar Rosales Chinchay, Enrico Ferri, Fredi Cruz, Asqui Ronald Choque, Evo Quispe Poma, Federico Moro, Pietro Contalbrigo, Francesco Vascellari, Malu Espinoza, Edwin Juan Pascual.
- 2022. Spedizione internazionale al Nanga Parbat, Himalaya, Pakistan. Capo Spedizione. Supporto alla prima salita peruviana della montagna. Vetta di Cesar Rosales Chinchay il 4 luglio.[78]

## Filmografia
- Zemu Exploratory Expedition East Himalaya. Alla ricerca delle nuove frontiere dell'alpinismo, 2016, di Enrico Ferri.
- Solo di cordata. Esplorando Renato Casarotto, 2016, di Davide Riva.
- Chemical Bros, 2022, di Massimiliano Mazzotta.
- Pfas. Lavoro avvelenato, 2023, di Gianni Poggi.